# ゴーズ (織物)
ゴーズ、ゴースとは、目の粗い織物のこと。またはガーゼのことである。
ゴーズという言葉は、粗い織物をあらわす言葉としても用いられることもある。レノクロスと同じとされているが、レノクロスは格子状の模様が特徴であり、対してゴースは格子状というより絡み織に近い目の粗い織物のことである。
ゴースの名前の由来は、中東のガザ地区から西欧に伝わった絹織物を起源とする説と、古いペルシャ語の「qazz」から来たという説がある。どちらにしても、中東から伝わったものであることに変わりはない。